# Facteur général de transcription
Pour les articles homonymes, voir FGT.
Les facteurs généraux de transcription (FGT) sont des complexes protéiques eucaryotes de la forme TFIIX (= facteur général de transcription pour l’ARN polymérase II) jouant un rôle pendant l’initiation de la transcription chez les eucaryotes. Ils sont indispensables pour la transcription des gènes de classe 2 (codant les ARN messager notamment) par l'ARN polymérase II. Ils modulent l’activité transcriptionnelle de base au niveau du promoteur de l'ADN.

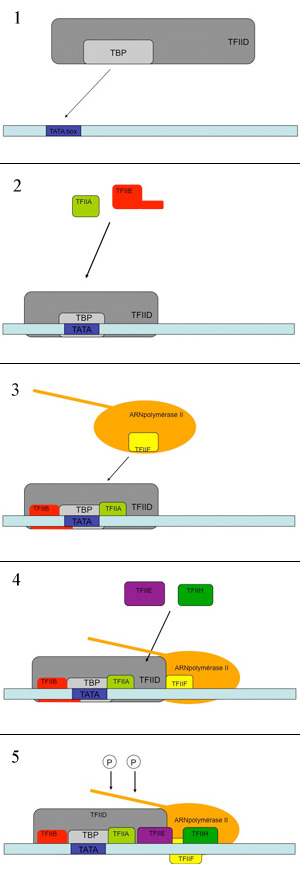
Mise en place du complexe d'initiation

## Les différents facteurs généraux de transcription
Les facteurs généraux de transcription sont des facteurs protéiques. Une structure en doigt de zinc permet au facteur de se lier à l’ADN.

### TFIIA
Ce facteur protéique présente une structure en doigt de zinc. Il est composé de 3 sous-unités :
- α : 37 kDa
- β : 19 kDa
- γ : 13 kDa

### TFIIB
Ce facteur a une masse d'environ 35 kDa. Du côté N-terminal, il présente une structure en doigt de zinc. Du côté C-terminal, il présente une structure glomérulaire composée de 5 répétitions d'hélice alpha. Il intervient dans la stabilisation du complexe TBP/ADN et permet la dissociation de TBP avant l’initiation de la transcription.

### TFIID
Ce facteur a une masse d'environ 750 kDa. C'est un complexe multimérique à 3 lobes en forme de fer à cheval, avec une cavité centrale concave, et la face opposée convexe. Il est composé de :
- Une sous-unité TBP (TATA Binding Protein)[3]: elle a une masse de 38 kDa, et se situe dans la partie supérieure de la cavité centrale de TFIID. Dans la cellule, on la retrouve sous forme dimérique. Cette sous-unité permet la courbure de l’ADN.
- Des sous-unités TAF (TBP Associated Factor). Il en existe 16 différentes qui lui permet de reconnaitre différents promoteurs. Certaines ont une structure similaire aux histones.

### TFIIE
Ce facteur est un hétérotétramère (α2β2) composé de :
- 2 sous-unités α (56 kDa)
- 2 sous-unités β (34 kDa) : elles présentent un motif en doigt de zinc.

### TFIIF
Ce facteur possédant une activité hélicase, est un hétérotétramère (α2β2) composé de :
- 2 sous-unités RAP74 (74kDa) (= Protéine de la Réplication A)
- 2 sous-unités RAP30 (30kDa)

### TFIIH
Ce facteur possédant une activité hélicase, est composé de 10 sous-unités différentes comprenant un cœur de 5 protéines et 1 sous complexe CAK (Cdk Activated Kinase) :
1. Les protéines du cœur :
- XPB (Xeroderma pigmentosum B)
- p52
- p62
- p34
- p44
- p8

2. Sous complexe CAK (kinase activant les cdk):
- cdk7 (=cyclin dependent kinase 7)
- MAT1 (= « Ménage à Trois 1 »)[1]
- CycH
- XPD (Xeroderma Pigmentosum D)

## Mode d'action
Ces différents facteurs ont un ordre d'assemblage précis,, :
Le 1er facteur qui interagit avec la boîte TATA (25 à 30 nucléotides en amont du site d'initiation) du promoteur est le TFIID. Il se lie à la boîte TATA par l'intermédiaire de sa sous-unité TBP qui se fixe au niveau du petit sillon de l'ADN. La liaison de la TBP à l'ADN entraine alors une courbure importante de l'ADN aux extrémités de la boîte TATA. La diversité des sous-unités TAF de TFIID lui permet de reconnaître différents promoteurs. 

Le TFIIA va s’associer au complexe TBP/ADN, en amont de la boîte TATA pour stabiliser le complexe TBP/ADN. Ce facteur va aussi jouer un rôle dans la dissociation de la forme dimérique de TBP avant l'initiation de la transcription. 

Ensuite, TFIIB va venir se fixer sur un côté de la TBP pour entrer en contact avec l'ADN en amont et en aval de la boîte TATA. Ses domaines N-terminal et C-terminal lui permettent de reconnaître et de stabiliser le complexe TFIID/ADN. C'est un facteur de pontage entre la boîte TATA et le site d’initiation permettant à l’ARN Polymérase II de se positionner correctement. En effet, c'est lui qui est responsable du recrutement du complexe TFIIF/ARN Polymérase II grâce à son extrémité N-terminal. 

TFIIF vient ensuite se fixer, accompagné de l’ARN Polymérase II qu’il aura recruté auparavant. Il empêche l'interaction de l'ARN Polymérase II avec un site non promoteur de l'ADN. Il stabilise alors l'interaction entre l'ARN Polymérase II d'une part et le TFIIB et TBP d'autre part. Ce facteur a aussi une fonction hélicase. 

Enfin, TFIIE et TFIIH viennent se fixer sur ce complexe. TFIIE recrute et module les activités de TFIIH. TFIIH a différents rôles : il possède une activité hélicase (XPB et XPD), c'est-à-dire qu'il permet de dérouler un petit segment d’ADN promoteur en cassant les liaisons hydrogène de l'ADN pour l'ouvrir; une activité kinase, il permet en effet la phosphorylation du CTD (Domaine Carboxy-Terminal) d’une sérine, thréonine ou tyrosine, nécessaire au commencement de la transcription; et une activité ATPase. Certaines sous-unités de TFIIH jouent aussi un rôle dans la réparation de l'ADN.
Une fois tous les facteurs mis en place, la phase d’initiation est terminée, l’ARN polymérase II peut commencer la phase d’élongation car elle est phosphorylée et elle peut se détacher du complexe d’initiation.

## Pathologies associées
Certaines mutations au niveau des gènes codant les sous-unités TFIIH sont responsables de maladies due à une anomalie de réparation de l'ADN.

### La trichothiodystrophie
La trichothiodystrophie (TTD) est une maladie génétique rare qui a un caractère récessif. Elle se caractérise notamment par des retards de développement et des retards mentaux. Ces retards mentaux peuvent être légers ou sévères pouvant aller jusqu’à la mort. Ceci est dû à une déficience de myélinisation des neurones du système nerveux.
Ce phénotype peut s’expliquer en partie par un manque de réparation par excision des nucléotides pour XP-B, XP-D et TTD-A. Généralement, les patients TTD ne présentent pas de cancer de la peau mais de légères anomalies de la pigmentation. Des micro-injections de protéine TFIIH purifiée permettent de soigner le défaut de réparation des lésions provoquées par les UV des cellules TTD.
Il a été montré que la réduction du taux de transcription de TFIIH serait responsable du phénotype des patients TTD caractérisés par des mutations dans XPD. Ceci serait du également à une fragilisation et un nombre réduit du complexe TFIIH, mais aussi du rôle de TFIIH dans l’activation de la transcription des gènes de classe I.

### Xeroderma pigmentosum
Xeroderma pigmentosum(XP): anomalie de réparation de l‘ADN lors de l‘exposition aux UV. On parle d‘ «enfants lunes». Cette maladie est due à une mutation touchant l’activité hélicase de TFIIH, c’est-à-dire les sous-unités XPB et XPD.